# Султанов, Иззат Атаханович
Изза́т Атаха́нович Султа́нов (узб. Иззат Отахонович Султонов; 1910 — 2001) — заместитель председателя Совета министров Узбекской ССР (1945—1948). Выдающийся узбекский литературовед, критик, драматург, государственный и общественный деятель. Основатель современной узбекской науки литературной критики, академик Академии наук Узбекистана (1995), заслуженный деятель искусств Узбекской ССР (1964), заслуженный деятель науки Узбекской ССР (1981). Лауреат Государственной премии Узбекской ССР имени Бируни.

## Биография
Родился 16 (29) июня 1910 год в Оше (ныне Кыргызстан) в семье портного, внук тысячника и старшего аксакала муллы Султана Таирбаева, правившего восточной частью города Ош до революции. Учился в русско-туземной школе города Ош, где преподавал его дядя Балтыходжа Султанов.
В 14 лет приехал в Ташкент и учился в школе имени Нариманова (Намуна), в 1929 году окончил учебно-воспитательный техникум, в 1930 году работал учителем в школе. Окончил социальный факультет Ташкентского педагогического института (1930—1934).
Работал ответственным секретарём газеты «Батрак» (1931).
В 1932 году в газете «Красный Узбекистан» («Кизил Узбекистон») впервые была напечатана его литературно-критическая статья.
Учёбу в аспирантуре (1934—1937) совмещал с литературно-критической деятельностью, работал в редакции газеты «Бедный крестьянин» («Kамбагал дехкон»).
В 1937 — 1942 годах — заместитель директора Института языка и литературы имени Алишера Навои.
В 1942—1943 годах — заместитель председателя Госкомитета по радиовещанию УзССР.
В 1943 — 1945 годах — директор Ташкентской киностудии.
В 1945 — 1948 годах занимал пост заместителя председателя Совета министров УзССР по вопросам культуры.
В 1946 году получил степень кандидата филологических наук.
В период 1948—1951 годов был директором Института языка и литературы имени А. С. Пушкина АН Узбекской ССР.
В 1950—1953 годы — преподаватель кафедры литературы народов СССР МГУ имени М. В. Ломоносова.
В 1955 году защитил докторскую диссертацию по филологии, с 1955 года — заведующий сектором теории литературы Института языка и литературы, длительное время был председателем специализированного учёного совета института.
В 1956—1963 годы — секретарь правления Союза писателей УзССР (в то время председателем Союза писателей Узбекистана был Шараф Рашидов).
В 1966 году избран членом-корреспондентом АН УзССР.
В 1995 году был избран академиком, действительным членом Академии наук Узбекистана.
Умер 29 июля 2001 года. Похоронен на Чигатайском кладбище в Ташкенте.

## Литературоведческие работы
Под влиянием своего учителя Абдурауфа Фитрата стал специалистом теории литературы.
В 1939 году написал школьный учебник «Теория литературы».
В 1980 году издал учебник «Теория литературы» для высших учебных заведений.
Автор работ: 
- «Мезонул авзон» и его критический текст" (1947)
- «Пушкин и узбекская литература» (1949)
- «О творчестве Абдуллы Кадыри» (1958)
- «К вопросу о творческом методе узбекской литературы 20-х годов» («Йигирманчи йиллар ўзбек адабиётининг методи масаласига доир», 1953)
- «Узбекская советская литература на новом этапе» («Ўзбек совет адабиёти янги босқичда», 1961)

Соавтор работы «Очерки по истории узбекской литературы» («Узбек совет адабиёти тарихи очерклари», 1961—1962).
Один из авторов крупного справочного издания «История узбекской советской литературы» (1967), за участие в этом коллективном труде в 1970 году удостоен Государственной премии Узбекской ССР имени Бируни.
Наиболее значительная литературоведческая работа - «Книга признаний Навои» («Навоийнинг қалб дафтари», 1969), в 1979 и 1985 годы издавалась на русском языке в переводе А. Зырина.
Соавтор работы «История узбекской советской критики» («Узбек совет танкидчилиги тарихи», 1987).
В 1994 году написал монографию «Вечность Бахауддина Накшбанда» («Баховуддин Накшбанд абадияти»), посвящённую суфийскому деятелю XIV века Бахаудину Накшбанди.

## Драматургия
Автор исторических драм:
- «Полёт орла» («Бургутнинг парвози», 1939—1940, поставлена в Театре имени Хамзы в 1942 году) об установлении Советской власти в Узбекистане, деятельности Фрунзе в Туркестане и дружбе узбекских и русских народов;
- «Алишер Навои» (совместно с Уйгуном, 1940, экранизирована киностудией «Узбекфильм» в 1947 году и поставлена в Театре имени Хамзы в 1948 году)[3].

Автор пьес:
- "Иймон" (Люди с верой) драма о жизни учёных, поставлена в 1960 году в Театре имени Хамзы).
- Пьеса "Неизвестный" ("Номаълум киши") романтическая драма в стихах в 3 актах, 8 карт. с интермедиями, поставленной в 1963 году в Театре имени Хамзы, воссоздал образ народного повстанца, известного под кличкой Вор Намаз (Намоз-угри).

"Золотые оковы" драма в двух действиях, десяти картинах. Перевод с узбекского Владимира Липко (1977)
"Семейная тайна" комедия в семи эпизодах. Подстрочный перевод Султановой С. (1982)

## Киносценарии
Автор сценариев для нескольких кинематографических работ.
Снятый в 1947 году Камилом Ярматовым по сценарию Султанова кинофильм "Алишер Навои" был отмечен Сталинской премией второй степени.
Также автор сценариев для Кинофильмов:
- «Одержимый» (1966, режиссёр Захид Сабитов)
- «Навстречу тебе» (1972, режиссёр Альберт Хачатуров)
- «Ураган в долине» (1972, режиссёр Тахир Сабиров)

## Книги
1. Иззат Султанов. Теория литературы. Учебник для школы (Адабиёт назарияси. Мактаблар учун дарслик), Ташкент, 1939 год.
2. Иззат Султанов. Алишер Навои, в сборнике Узбекская советская драматургия, Москва, 1951 г.
3. Султанов, Иззат. Из истории социалистического реализма в узбекской литературе: Автореферат дис., представл. на соискание учен. степени доктора филол. наук / Акад. наук СССР. Ин-т востоковедения. Акад. наук Узбек. ССР. Ин-т языка и литературы им. А.С. Пушкина. - Ташкент: Изд-во Акад. наук УзССР, 1955. - 40 с.; 20 см.
4. Иззат Султан. Свет России, журнал «Звезда Востока» № 9 1959 г.
5. Иззат Султан. Пьесы, статьи (Пьесалар, маколлалар), Ташкент, 1959 г.
6. Вопросы узбекской литературы: литературно-критические статьи. Сборник / Иззат Султанов, Вифлеемский Д.Я.. — Ташкент: Гоз.изд-во худож. лит-ры УзССР, 1959. — С. 9,51,460. — 458 с.
7. Иззат Султан. О значении творчества Хамзы Хакимзаде Ниязи в формировании метода социалистического реализма в узбекской литературе. В сборнике Вопросы узбекской литературы, Ташкент, 1967 г.
8. Иззат Султан Книга признаний Навои (Навоийнинг қалб дафтари). Издательство литературы и искусства, Ташкент 1969 .
9. Иззат Султан Произведения в 4-х томах (Асарлар 4 томлик), Издательство литературы и искусства, Ташкент 1971—1974 г.
10. Иззат Султан. Книга признаний Навои. Жизнь и творчество великого поэта со слов его самого и современников. авториз. пер. с узб. А.Зырин; стихи пер. С.Иванов. Изд-во лит. и искусства, Ташкент, 1979 г. 327 с.
11. Иззат Султан Теория литературы (Адабиёт назарияси), Ташкент издательство Укитувчи, 1980 г.
12. Иззат Султанов. Теория литературы. Учебник для филологических факультетов вузов 2-е издание (Адабиёт назарияси. Олий ўқув юртлари филология факультетлари учун дарслик. 406 с. 22 см, 2 нашр) Ташкент, изд-во Укитувчи 1986 г.
13. Книга признаний Навои. Жизнь и творчество великого поэта со слов его самого и современников / Иззат Султан. — Ташкент: Изд-во лит-ры искусства им. Гафура Гуляма, 1985. — 304 с. ББК:83.3Уз1 УДК:894.375(092). Прозаич. текст пер. А. Зырин. Букинистическое издание. (рус.)
14. Муққадима / Иззат Султон. — Ташкент: Ўзбекистон, 2015. — 136 с. — ISBN 978-9943-28-309-1. (узб.)

## Награды и премии
- Государственная премия имени Бируни (1970) — за участие в коллективном труде справочное издание «История узбекской советской литературы» (1967)[6]
- Орден Дружбы народов
- Два ордена «Знак Почёта»
- Медаль «За трудовое отличие» (18 марта 1959)[7]
- ордена и медали СССР
- Медаль «Шухрат» был награждён одним из первых в 1992 году
- Заслуженный деятель искусств Узбекской ССР (13.11.1964)[8]
- Заслуженный деятель науки Узбекской ССР (1981).

## Семья
Отец-Отахон Султанов, мать-Бахринисо, жена-Замира Султанова, Сыновья - Алишер, Рафик. Дочери: Раънохон - преподаватель узбекского языка в школе, Юлдузхон-швея, Саодат-преподаватель в колледже, переводчик, Ширин- кандидат философских наук (1986), менеджер в иностранной фирме "Тойота", Лайли-главный врач частной стоматологической клиники «Стомасервис» в городе Ташкент. Все дети проживают в городе Ташкенте.